# Air Horizont
Air Horizont Limited è una compagnia aerea charter maltese con sede a Msida, Malta, e con hub presso l'aeroporto di Forlì in Italia. È una controllata di Corporacion Aragonesa Aeronautica S.A..

## Storia
Air Horizont è stata fondata nel 2014 dai piloti Manuel Sahli e Juan Luis Díez. Air Horizont tentò di avviare le operazioni di linea nel 2011, ma non ci riuscì poiché non era stata in grado di assicurarsi fondi adeguati.
La compagnia aerea avrebbe dovuto iniziare le operazioni nel maggio 2015 utilizzando un Boeing 737-400 con registrazione 9H-ZAZ; Monaco, Siviglia, Alicante e Roma sarebbero dovute essere servite due volte a settimana. Tuttavia, il lancio è stato rinviato a luglio 2015, citando ritardi nel ricevere i permessi di volo. Nel giugno 2015 è stato annunciato che Air Horizont non avrebbe operato voli di linea e ma si sarebbe concentrata invece sui voli charter. I 4.000 biglietti già venduti sono stati rimborsati.

## Flotta
A maggio 2023 la flotta di Air Horizont è così composta: